# 戸田氏秀
戸田 氏秀（とだ うじひで、明治15年（1882年）1月6日 - 大正13年（1924年）6月19日）は、日本の華族。大河内輝声の四男で、大垣藩戸田家12代戸田氏共の婿養子。前名は輝耡。最初の妻は戸田氏共の次女・米子、2番目の妻は氏共の五女・富子。

## 略歴
東京帝国大学卒業後、宮内省で東宮職主事、東宮職庶務課長、宮内事務官兼式部官を務めた。42歳で腸チフスのため死去。

## 家族
- 先妻：米子 - 戸田氏共伯爵、戸田極子の次女
  - 長男：氏重
  - 三男：氏克
  - 四男：氏忠（伯爵）
  - 長女：愛子（子爵池田政鋹継妻）
  - 次女：元子（伯爵徳川達成妻）
- 後妻：富子 - 戸田氏共の五女
  - 五男：氏直（伯爵）[1]
  - 六男：氏泰
  - 三女：光子（男爵黒田長義妻）
  - 四女：章子（坊城俊民妻）

## 栄典
- 1921年（大正10年）7月1日 - 第一回国勢調査記念章[2]
- 1924年（大正13年）1月26日 - 旭日小綬章[3]